# Clément V
Bertrand de Got (ou de Goth, de Gotz, de Gout), fils de Béraud de Goth et d'Ide de Blanquefort, naquit vers 1264 en Guyenne, près de Villandraut (actuellement en Gironde). Il est évêque de Comminges, puis archevêque de Bordeaux, avant d'être couronné à Lyon, en 1305, devenant, sous le nom de Clément V, le 195e pape de l’Église catholique. Il meurt le 20 avril 1314 à Roquemaure (actuellement dans le Gard). Son tombeau se trouve dans l'église collégiale qu'il avait fait bâtir à Uzeste. Sous son égide furent construits, dans le sud de l'actuel département de la Gironde, les châteaux dits « clémentins » : Villandraut, Roquetaillade, Budos, Fargues, La Trave et Duras. Il ne siége jamais à Avignon, restant itinérant dans le sud de la France tout au long de son pontificat.
On retient de lui l'image d'un pape de bonne foi, qui manquait toutefois d'audace et d'esprit de décision, autant par tempérament qu'en raison d'une santé déclinante, et qui permit l’abrogation de l'ordre du Temple lors du Concile de Vienne, en se soumettant au roi Philippe le Bel.
Il a donné son nom au vin de Bordeaux Château Pape Clément ainsi qu'à un lycée, le lycée Pape Clément.

## Biographie

### Son élection
Après un court pontificat, la mort de Benoît XI en juillet 1304 fit ouvrir le conclave de Pérouse et laissa éclater les dissensions du Sacré Collège entre cardinaux bonifaciens et anti-bonifaciens. Les discussions durèrent jusqu’au mois de juin 1305, et les cardinaux se mirent d'accord pour choisir un pontife hors de leurs rangs, qui n'aurait pas été mêlé aux problèmes de la politique bonifacienne. Ainsi, le 5 juin 1305 désignèrent-ils l’archevêque de Bordeaux, dont le nom fut choisi par Napoléon Orsini, parmi trois prélats choisis hors du Sacré Collège.

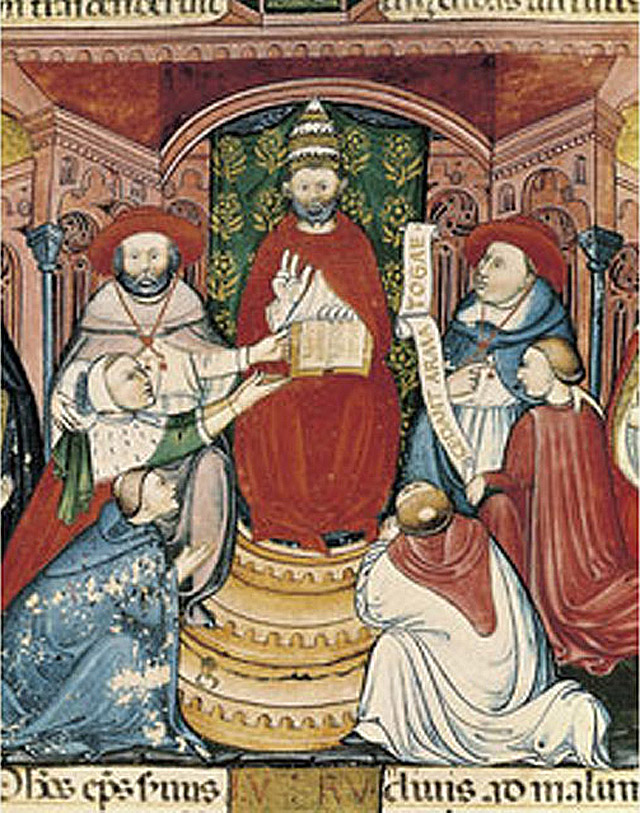
Miniature représentant Clément V à la bibliothèque Palatine de Rome.

Différents récits se contredisent sur le déroulement de l'élection. Selon le récit du chroniqueur Giovanni Villani, le parti italien du Sacré Collège, bonifacien, devait nommer trois évêques de France, et le parti français choisir celui des trois qu'il préférerait. Mis au courant de la liste, Philippe le Bel alla trouver Bertrand de Got pour s'accorder avec lui, en échange de son élection au trône pontifical. Selon Villani, ils se seraient rencontrés en forêt près de Saint-Jean-d'Angély et le roi de France aurait fait promettre l'archevêque de réaliser six actions dès lors qu'il débuterait son pontificat : révoquer les actions de Boniface VIII à son encontre, redonner aux Colonna leur honneur et dignité, ou encore accorder à la France les décimes du Clergé pour une durée de cinq ans. Cependant, cette rencontre n'a pu être vérifiée et serait contredite par plusieurs chroniques prouvant que les deux hommes ne se trouvaient pas à Saint-Jean-d'Angély à cette date. D'après Ferretto de Vicente, les habitants de Pérouse, las de voir les cardinaux préférer leurs maisons personnelles au palais pontifical et à son conclave, les poussèrent à se réunir à nouveau au palais, les y enfermèrent, et les privèrent du toit et des vivres tant qu'ils ne se seraient pas accordés. Un troisième récit fait intervenir Robert d’Anjou à la tête de « trois cents cavaliers aragonais armés et d’une multitude d’Almogavres qui ne l’étaient pas moins »[réf. nécessaire]. Impressionnés par tant de lances, les cardinaux français et italiens qui étaient représentés à égalité dans le conclave s’empressèrent de se mettre d’accord sur une seule chose : choisir un pontife hors de leurs rangs. Selon Jean Favier, enfin, la nomination de Bertrand de Got est à la fois désirée par le roi de France et considérée comme acceptable par Francesco Caetani, neveu de Boniface VIII et chef de file de son parti depuis la sortie du conclave de Matteo Rosso, malade, qui s'opposait à un candidat extérieur au Sacré Collège. Napoléon Orsini, allié des Colonna, convainc Caetani de favoriser de Got, et de rallier son parti à cette candidature.
Le nouveau pape choisit de régner sous le nom de Clément, le cinquième, le 24 juillet 1305.

### Son refus de rejoindre Rome

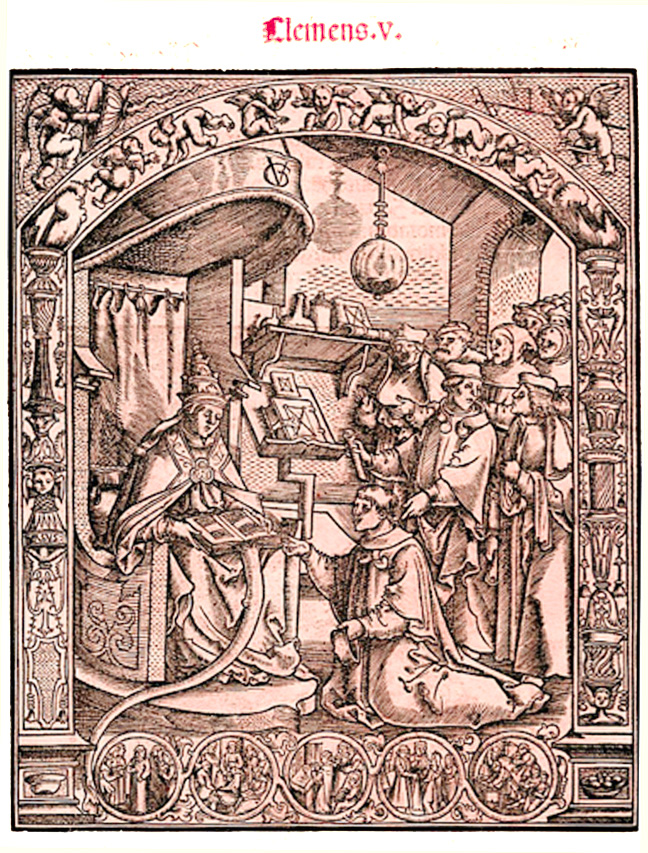
Cour itinérante de Clément V.

Bertrand de Got aurait voulu se faire couronner à Vienne (Dauphiné) comme son lointain prédécesseur Gui de Bourgogne qui en fut l’archevêque de 1083 à 1110 et qui régna, jusqu’en 1124, sous le nom de Calixte II. Mais Philippe le Bel préféra Lyon et le nouveau pape obtempéra. Dans un froid glacial, Clément V se dirigeait vers la vallée du Rhône, puis remonta vers Lyon pour son couronnement. La cérémonie déploya ses fastes devant le roi de France, en la basilique Saint-Just, le dimanche 14 novembre 1305.
C'est alors que se produisit un événement qui devait coûter la vie au duc de Bretagne Jean II, venu à Lyon pour le sacre du pape Clément V afin de régler ses différends avec l'épiscopat breton. Au retour de l'église Saint-Just, alors que le duc tenait la bride de la mule pontificale, un mur sur lequel une foule de spectateurs s'était placée s'effondra, renversa le souverain pontife et ensevelit Jean II : on l'en retira mourant, il expira quatre jours plus tard, entre le 16 et le 18 novembre.
Peu décidé à se rendre à Rome où régnait le marasme le plus total (les troupes pontificales étant en guerre contre Venise pour le contrôle de Ferrare), il semblerait que la prime intention de Clément V fut de passer son pontificat à Bordeaux. Rome au XIIIe siècle n'était pas encore la capitale politique et administrative de l'Église, la cour pontificale étant itinérante, mais elle gardait la prééminence car elle conservait les reliques des apôtres Pierre et Paul. Entre février et mars, il séjourna à Cluny, Nevers et Bourges avant de rejoindre son ancien archevêché, traînant d’abbayes en diocèses de France et nommant des cardinaux à sa dévotion.
Quand il s'approcha de Bordeaux les Gascons tout au long du chemin le saluaient et l'acclamaient. Il trouva une ville en liesse lors de son arrivée en juillet 1306. Cela entraîna la prise de mesures de sécurité et de ravitaillement par le sénéchal d'Aquitaine. Le 4 septembre 1306, le pape quitta son ancienne ville épiscopale et, en chemin, passa à Villandraut où il était né et dont il était le seigneur.

### L'affaire des Templiers
Clément V fut d'abord le pape du procès de l'ordre du Temple. Philippe le Bel, le 17 novembre 1307, lui avait fait parvenir les aveux de hauts dignitaires templiers. En Guyenne, le pape, malade, malgré ces premiers aveux et la promesse royale de lui remettre tous les coupables, manquait d’enthousiasme. Cela était insupportable à Guillaume de Nogaret. Le garde des Sceaux pensa avoir trouvé la parade en faisant prononcer par Pierre Dubois, avocat de Coutances, une diatribe en place publique « contre ceux qui refusaient de faire manger le pain du roi » aux chevaliers du Temple.
Cette affaire est notamment évoquée dans la suite romanesque Les Rois maudits.

### Le pape s'installe près d'Avignon dans le Comtat Venaissin
Troublé par la tournure des événements et pour tenter d’amadouer le roi de France, Clément V décida de s’installer provisoirement en pays plus neutre que la Guyenne anglaise. Il choisit le Comtat Venaissin, fief pontifical. Le Comtat Venaissin avait été cédé, en 1229 selon les termes du traité de Paris, par Raymond VII de Toulouse à la papauté. Rome en prit officiellement possession quelques décennies plus tard, en 1274, après la mort d’Alphonse de Poitiers et de son épouse, Jeanne de Toulouse, fille du comte Raymond.
Clément V y arriva avec sa suite le 9 mars 1309 et s’installa d’abord dans le couvent des dominicains hors les murs d'Avignon. Seul le Comtat Venaissin (ex-marquisat de Provence des comtes de Toulouse) était terre pontificale : Avignon était une possession du comte de Provence, roi de Naples et à ce titre vassal du Saint-Siège.

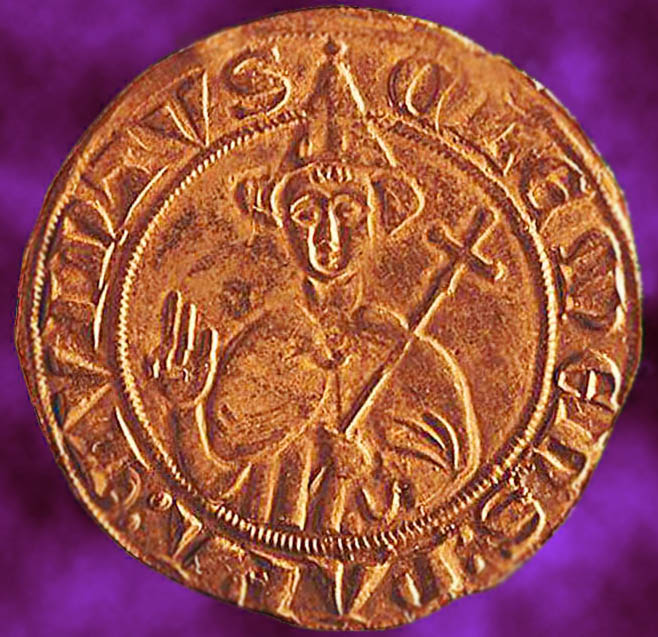
Sou d'or de Clément V frappé à Sorgues en 1310.
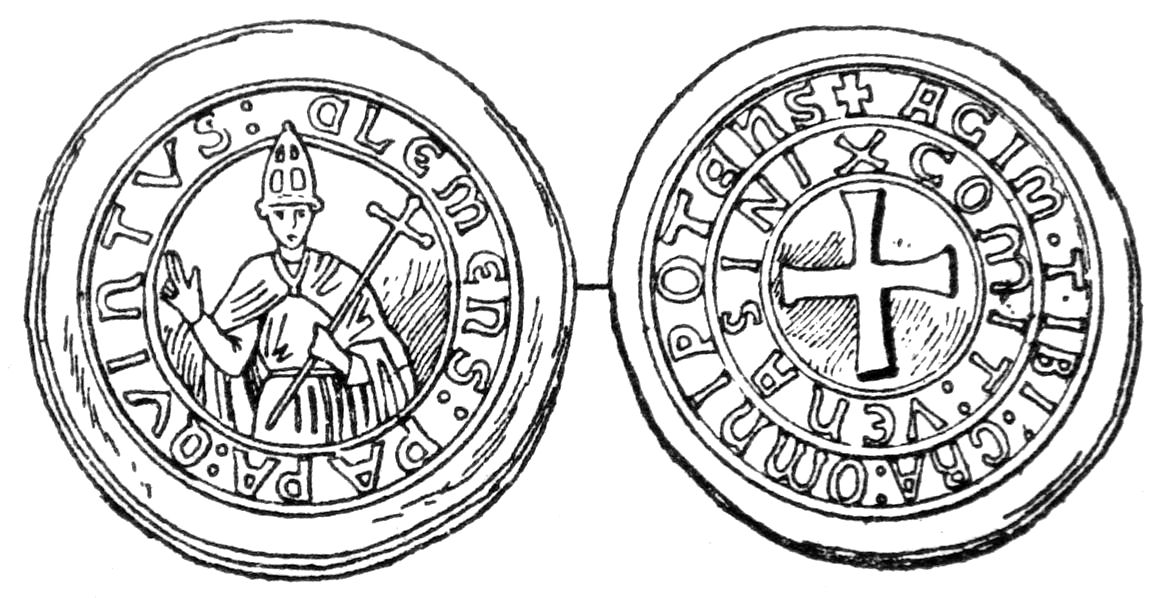
Demi-gros du pape Clément V.

Malgré les positions favorables à son égard du comte de Provence et du Dauphin du Viennois, Clément V n’avait pas pris en compte que la pression française sur ses fiefs de la rive gauche du Rhône devenait de plus en plus prégnante. Au bas de Villeneuve-lès-Avignon elle était matérialisée par la tour Philippe le Bel, véritable donjon contrôlant le pont Saint-Bénézet,. Elle venait d’être achevée en 1307 après quinze ans de travaux. Quant au pont, qui reliait Avignon (terre d’Empire) à Villeneuve-lès-Avignon (royaume de France), il avait été construit entre 1177 et 1184. Cet ouvrage mesurait neuf cent quinze mètres de long, avait vingt-deux piles et de nombreuses arches de bois. Personne ne se doutait à cet instant que sept pontifes allaient se succéder dans cette ville pendant près de soixante-dix ans.

### Le concile de Vienne
Clément V temporisait tant qu’en définitive le concile au cours duquel le premier pape du Comtat devait condamner les Templiers ne fut convoqué qu’en 1311 et ceci sur ferme injonction du roi de France. Le Souverain Pontife quitta sa résidence de Notre-Dame du Groseau, près de Malaucène, le 18 septembre pour rejoindre Vienne.

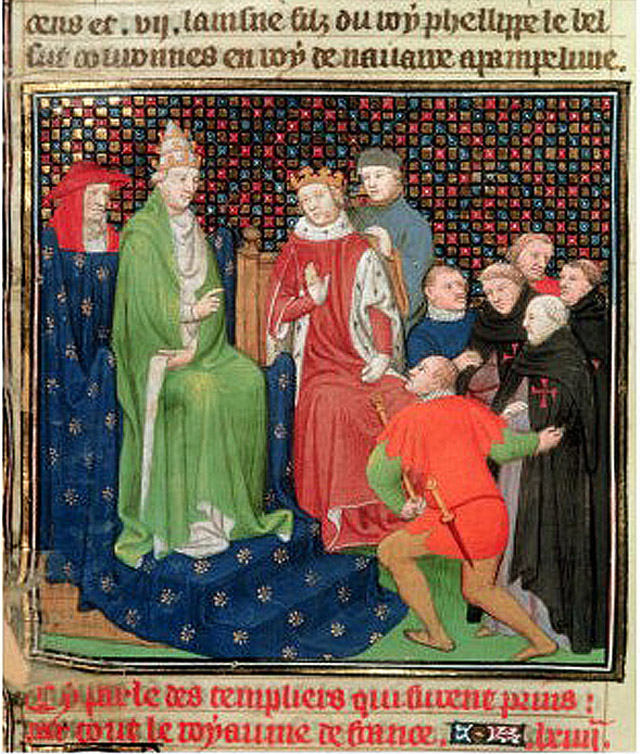
Clément V et Philippe le Bel face aux Templiers au concile de Vienne.

Le verdict si prévisible fut seulement proclamé le 13 avril 1312, en séance plénière du concile de Vienne, et en présence du roi de France Philippe IV le Bel il fulmina la bulle « Vox in excelso » qui supprimait l'ordre du Temple. Ce qui n’était pas prévu par le roi de France était que tous les biens des templiers fussent attribués aux chevaliers de Rhodes.
Un mois plus tard, le Pape décréta, par la bulle « Ad providam » la dévolution des biens du Temple à l'ordre de l'Hôpital Saint-Jean de Jérusalem, et régla le sort des Templiers par la bulle « Considerantes dudum » fulminée le 2 mai 1312.
En Provence qui jouxtait Avignon et le Comtat Venaissin, ni Charles II ni son successeur Robert d’Anjou ne cédèrent de bonne grâce les commanderies templières aux Hospitaliers. Certaines d’entre elles étaient encore en possession du comte de Provence en 1319.

### La mort deClémentV
Dans le Comtat Venaissin Clément V tomba malade, sans doute atteint d'un cancer de l'intestin. Ses « physiciens » (médecins), pour tenter d’apaiser ses douleurs, lui faisaient ingurgiter des émeraudes pilées. Rongé par la maladie, il publia le 24 mars les décrétales du concile et quitta sa retraite de Monteux, avec l’espoir de rejoindre Villandraut, le fief de sa famille près de Langon. Le pape atteignit les rives du Rhône le 5 avril 1314 pour s’éteindre, quinze jours plus tard le 20 avril 1314 à Roquemaure (rue Louis Chambon anciennement rue des avocats) dans la demeure du chevalier Guillaume de Ricavi qui l’avait hébergé.
La dépouille de Clément V fut ramenée à Carpentras pour des hommages solennels. Durant la veillée funèbre, un cierge renversé mit le feu au catafalque et carbonisa le mollet du pontife défunt[réf. nécessaire],.

### Son transfert en Aquitaine

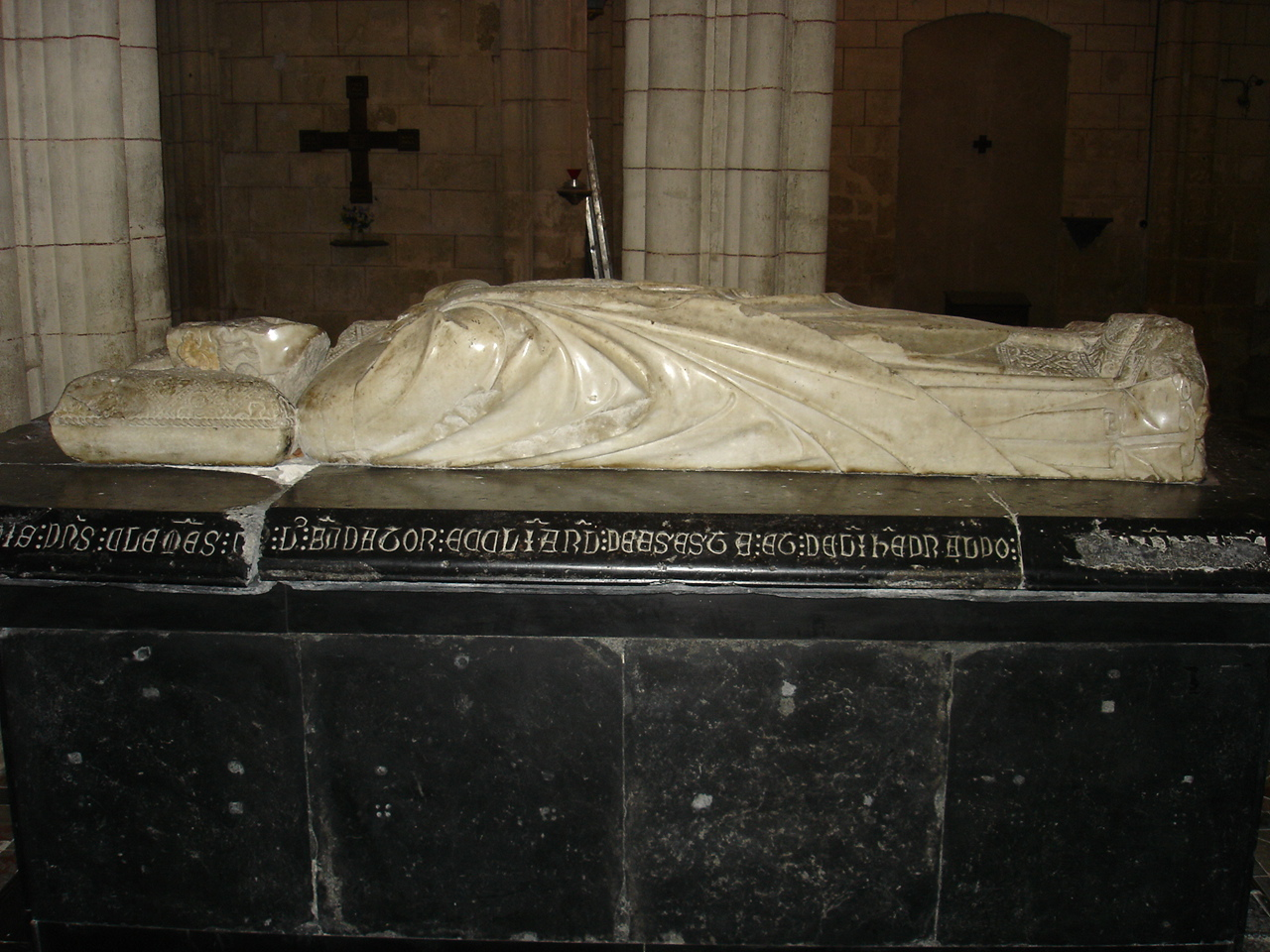
Gisant de Clément V dans la collégiale d'Uzeste (Gironde).

Le 1er mai 1314, le Sacré Collège arriva à Carpentras pour élire un nouveau pape. On sait que le jeune Pétrarque assista au défilé préalable au conclave qui réunissait vingt-trois cardinaux dont quinze cisalpins et huit transalpins. Les luttes de tendances entre Italiens, Gascons et Français furent telles que deux longs mois passèrent sans qu’un accord fût possible pour trouver un successeur à Clément V.
Sous prétexte de donner une vraie sépulture au pontife défunt le 24 juillet, le conclave fut attaqué aux cris de « Patria Venaissini ! Mort aux Italiens ! Nous voulons un pape ! ».
Les responsables de ce coup de force étaient Bertrand de Got, seigneur de Monteux et Raymond Guilhem de Budos, recteur du Comtat, neveux de Clément V. Ils pillèrent la ville, incendièrent nombre de demeures et surtout emportèrent avec eux le trésor de guerre de leur oncle, un million de florins destinés à la croisade.
À la fin du mois d’août 1316, ses restes furent transférés à Uzeste, dans la collégiale comme il en avait exprimé le souhait dans son codicille du 9 avril 1314. Dante Alighieri, qui ne l’aimait pas, le plaça en son Enfer tout en le traitant, pour sa servilité face au roi de France, de pasteur sans principe capable des œuvres les plus basses.

## Les faits marquants de son pontificat

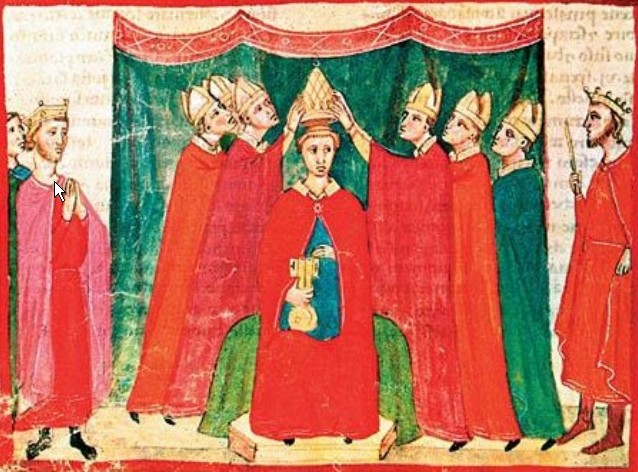
Couronnement de Clément V à Lyon.
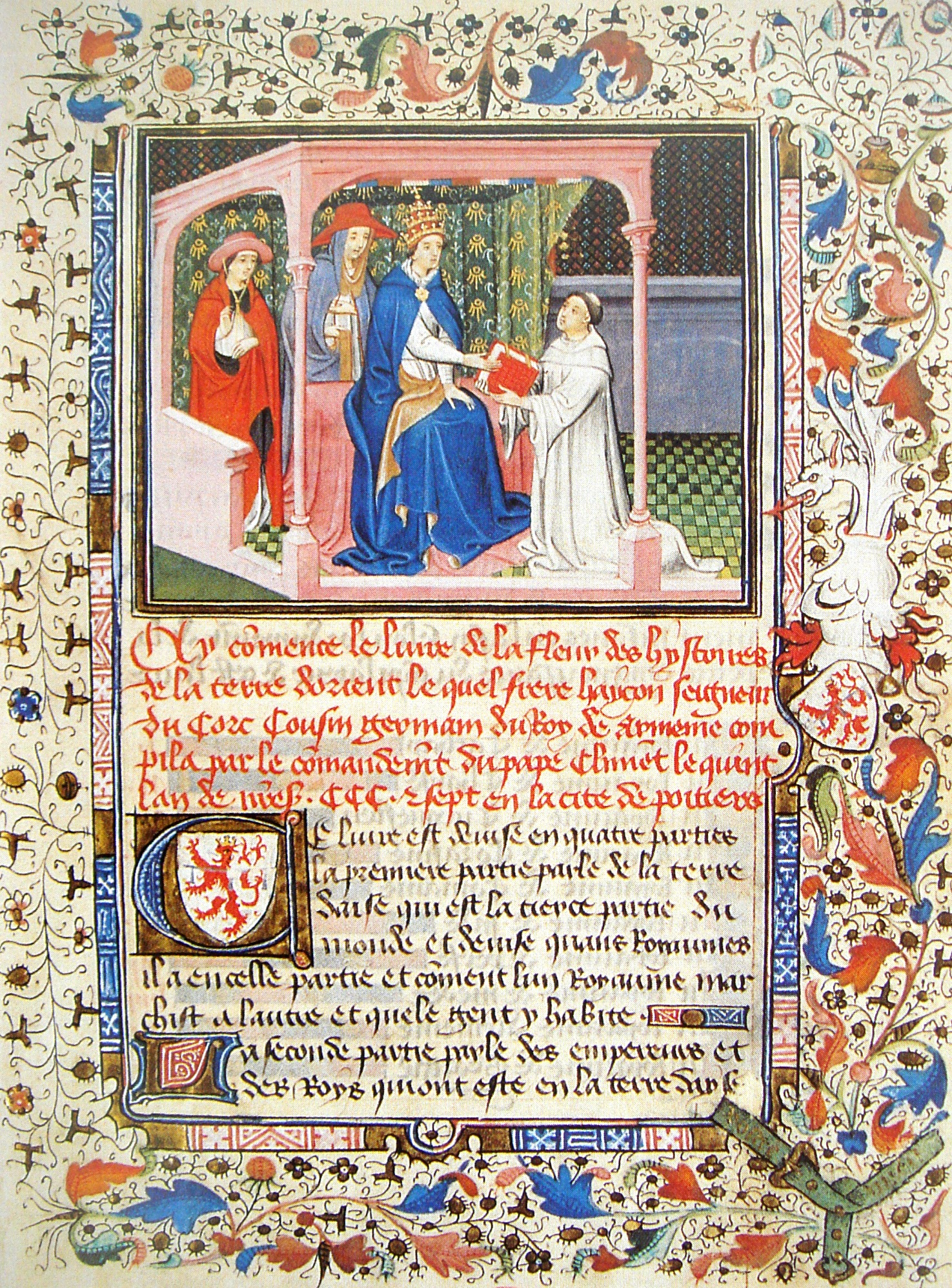
Héthoum de Korikos remettant à Clément V un exemplaire de La Flor des Estoires d'Orient.
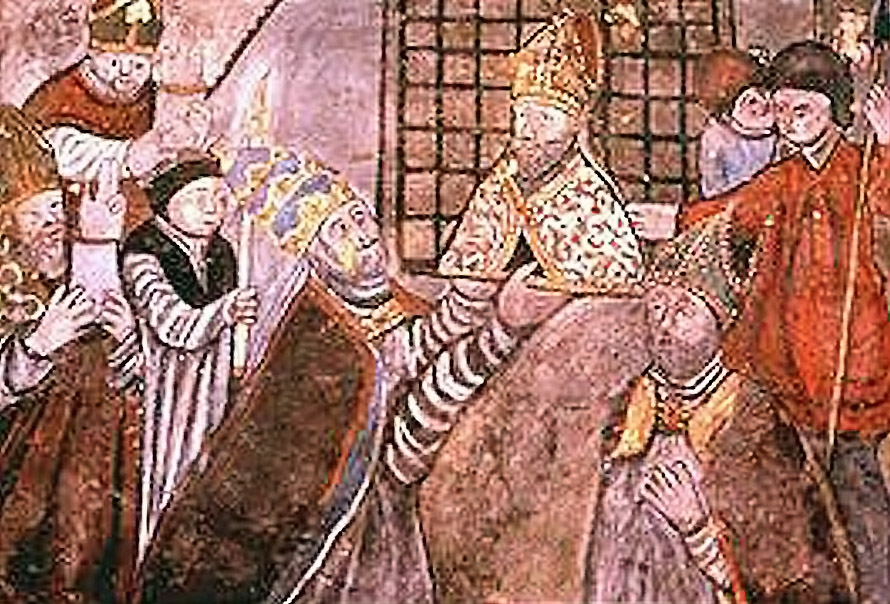
Clément V transportant le reliquaire de saint Bertrand. Fresque de la cathédrale de Saint-Bertrand-de-Comminges.

### Cardinaux ayant participé au conclave de Pérouse et qui élurentClémentV
- Niccolò Alberti di Prato, évêque d’Ostie et Velletri, doyen du Sacré Collège,
- Giovanni Minio, évêque de Porto et Sainte-Rufine, sous-doyen du Sacré Collège,
- Giovanni Boccamazza (ou Boccamiti), évêque de Frascati,
- Teodorico Ranieri de Orvieto, évêque de Palestrina,
- Leonardo Patrasso, évêque d’Albano,
- Pedro Rodríguez, le cardinal d’Espagne, évêque de Sabine,
- Robert de Pontigny, titulaire de Sainte-Pudentienne,
- Gentile Portino da Montefiore, titulaire des saints Sylvestre et Martin au Mont,
- Walter Winterbourne, titulaire de Sainte-Sabine,
- Napoleone Orsini Frangipani, diacre de Saint Adrien,
- Landolfo Brancaccio, diacre de Saint-Angelo in Pescheria,
- Guglielmo de Longhi, diacre de Saint-Nicolas in Carcere Tulliano,
- Francesco Napoleone Orsini, diacre de Sainte-Lucie in Silice (alias in Orphea),
- Francesco Caetani, diacre de Sainte-Marie in Cosmedin,
- Luca Fieschi des comtes de Lavagna, diacre de Sainte-Marie in Via Lata.

### Cardinaux absents
Ne purent participer au conclave :
- Matteo Orsini Rosso, diacre de Sainte-Marie in Portico,
- Jean Lemoine, titulaire des saints Marcellin et Pierre,
- Giacomo Caetani Stefaneschi, diacre de Saint-Georges in Velabro,
- Riccardo Petroni, diacre de la basilique Saint-Eustache de Rome.

Se trouvaient dans l’impossibilité de participer les cardinaux déposés par Boniface VIII :
- Giacomo Colonna,
- Pietro Colonna.

### Les trois consistoires
Le 15 décembre 1305, à Lyon, le nouveau pontife désigne ses premiers cardinaux. Il remet leurs chapeaux à cinq de ses neveux : Bérenger Frédol le Vieux, Arnaud Frangier de Chanteloup, Arnaud de Pellegrue, Raymond de Got et Guillaume Ruffat de Fargues. Sont aussi de la promotion : Pierre de La Chapelle-Taillefert, Pierre Arnaud, Thomas Jorz, dit Anglicus, confesseur d’Édouard II, Nicolas Caignet de Fréauville, confesseur de Philippe le Bel et Étienne de Suisy, vice-chancelier du roi de France.

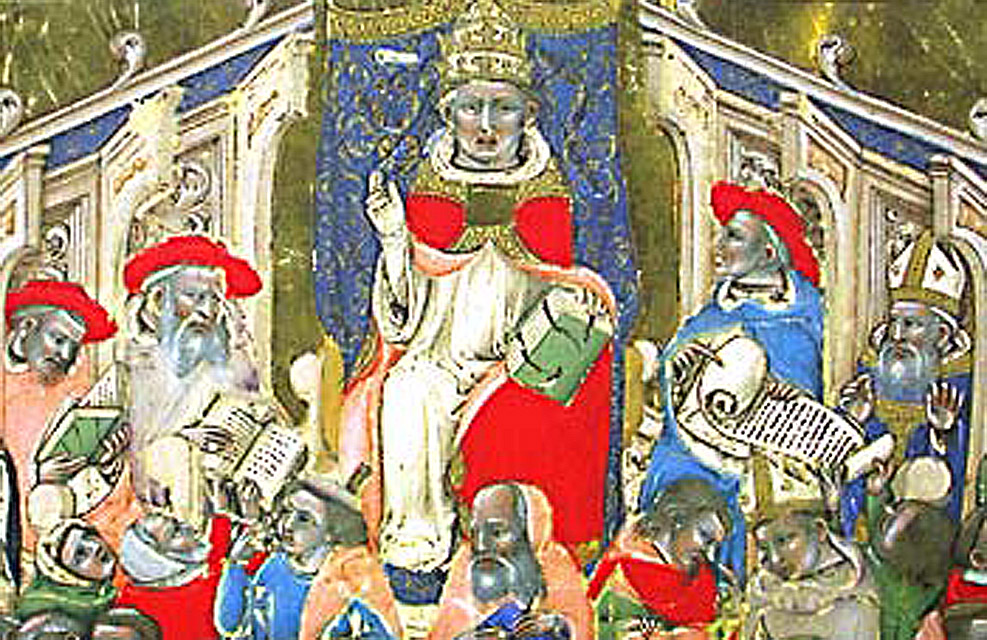
Clément V nommant ses cardinaux lors d'un consistoire.

Le 19 décembre 1310, il procède à sa seconde nomination de cardinaux. Ils sont au nombre de cinq : Arnaud de Faugères (ou Falguières), Bertrand des Bordes, Arnaud Nouvel, Raymond-Guilhem de Fargues, son neveu, et Bernard Jarre (ou Garve) de Sainte-Livrade, son parent.
Le 24 décembre 1312, pour la troisième fois, il désigne ses cardinaux. Entrent dans le Sacré et Antique Collège : Guillaume de Mandagout, Arnaud d’Aux de Lescout, Jacques Arnaud Duèze, le futur Jean XXII, Béranger Frédol le Jeune, petit-cousin du pape, Michel de Bec-Crespin, Guillaume-Pierre Gaudin, Vital du Four et Raymond Pierre.
Clément V est passé dans l'histoire pour avoir ordonné la suppression (sous la pression de Philippe le Bel) de l'ordre du Temple et pour avoir, en 1309, installé le Saint-Siège à Avignon. Or, ce dernier point est une erreur largement répandue : en effet, sous Clément V la curie était itinérante. Le premier pape qui fixa la curie à Avignon fut en fait son successeur Jean XXII qui, avant d'être pape, fut évêque de la ville (voir la liste des évêques et archevêques d'Avignon).

### Famille et népotisme
Clément V est resté célèbre pour avoir couvert de bienfaits, d'honneurs, de charges juteuses et autres faveurs, sa famille, proche ou plus éloignée, des amis de confiance, ou des compatriotes aquitains. Par exemple, :
- son oncle Bertrand (II) de Goth, qui était évêque d'Agen (vers 1292-1306), fut promu évêque-pair de Langres (1305-1306), avant de retrouver l'évêché d'Agen (1306-1313)
- son frère aîné Arnaud-Garsie (Garcie) de Goth, fut nommé vicomte de Lomagne et d'Auvillar par Philippe IV le Bel en 1305, et devint recteur du duché de Spolète ; mari de Miramonde de Mauléon et père de :
  - Béraud de Goth († dès 1305) : son gendre (ou beau-frère) Reginald/Renaud vicomte de Bruniquel, mari de sa fille (ou sœur) Brayda de Got , fut vicaire pontifical à Ferrare
  - Bertrand de Got, vicomte de Lomagne et d'Auvillar, gouverneur de la marche d'Ancône, fait seigneur de Duras par le roi de France, et de Blanquefort par le roi d'Angleterre qui lui octroya aussi Puyguilhem et Monségur en 1313, aussi fieffé dans le royaume de Naples, était père — par sa deuxième femme Béatrix vicomtesse de Lautrec, aussi femme de Philippe de Lévis-Mirepoix et de Roger de Labarthe  — de Reine/Régine de Got, la première épouse (sans postérité) de Jean Ier d'Armagnac
  - Raimond de Got, † 1310, fut créé cardinal en 1305
  - Reine de Got avait épousé Sansaniers de Pins, un parent de Raimond de Pins – nonce en Angleterre - et de Jean de Pins, chanoine de Bazas
  - Marquise/Marquèse de Gout avait marié Arnaud de Durfort, d'où Reine/Régine de Durfort ci-dessous ; la dernière sœur de Marquise, autre Reine de Goth, était la femme de Bernard de Durfort de Flamarens : ils étaient des parents de Gaillard de Durfort, chanoine de Saintes et d'Agen, archidiacre d'Orléans et de Tours
  - Indie de Goth, dame de Veyrines, était la femme d'Amanieu/Armaudin/Amauvin III de Varesio alias de Barès, sire de Montferrand à St-Louis et Bassens : parents de Bertrand Ier de Montferrand (marié à Reine de Durfort ci-dessus), lui-même père de Bertrand II et grand-père de Bertrand III de Montferrand
  - Elise/Alix/Elips de Gout avait convolé avec Amanieu de Lamothe (La Motte)-Langon-Roquetaillade (Rochetaillée), d'où : - Amanieu de La Motte (archevêque de Bordeaux en 1351-1360, nommé sous Clément VI, cardinal) ; - Gaillard de La Motte, chanoine de Compostelle, Narbonne, Bordeaux, Bazas, Chartres, Chichester, archidiacre de Poitiers et de Narbonne, cardinal en 1316 ; et - Guillaume-Arnaud de La Motte, évêque de Bazas en 1302-1313 et 1319, et de Saintes en 1313-1322
- son frère aîné Bérard (Béraud) de Goth, † dès 1297, archevêque de Lyon et cardinal-évêque d'Albano : il favorisa la carrière du futur Clément V qui fut son vicaire général à Lyon et qu'il recommanda à Boniface VIII comme chapelain
- son frère cadet Gaillard de Got, † dès 1305 : x 1er Brayda de Barthe, et x 2e Olpaïs veuve d'Arnaud de Durfort

Le pape Clément avait aussi de nombreux neveux et petits-neveux maternels, les familles alliées à ses sœurs étant aussi favorisées :
- sa sœur Marquise de Goth épouse Bérenger-Guilhem de Farg(u)es (de Fargis), d'où : - Raimond-Arnaud de Farges sire de Pessac ; - Raimond-Guilhem, chanoine de St-Seurin de Bordeaux, de Compostelle, Palencia, Soissons, Cambrai, Lincoln, Bordeaux, cardinal en 1310 ; - Bernard, évêque d'Agen en 1306, puis archevêque de Rouen en 1306-1311 et  de Narbonne en 1311-1341 ; - Amanieu, évêque d'Agen en 1313-1356 ; - Béraud de Farges, évêque d'Albi en 1314-1333, cardinal, chanoine de Loudun et d'Agen ;
- sa sœur Congie de Goth marie Bertrand de Savignac seigneur de Mérens, d'où Bertrand II de Savignac
- Bertrand de Sauviac, un autre neveu maternel du pape Clément souvent confondu avec le précédent, probable fils d'une de ses autres sœurs  Asarice/Ararice ou Gaillarde ou Agnès de Goth) est comte de Campagne et Maritime (Campanie et Maremme, Campagna e Marittima), recteur du duché de Spolète, prévôt de Bazas
- sa sœur Jeanne de Goth épouse Guillaume-Raimond de Budos : parents de Raymond Guilhem de Budos recteur du Comtat Venaissin et de Bénévent, sire de Beaumes, Bédoin, Caromb et Loriol par son deuxième mariage, x 1er Esclarmonde de Lamothe, et x 2e Cécile Rascasse des Baux de Caromb
- sa sœur Vidal/Vitale/Gailharde de Got, femme d'Arnaud-Bernard Ier de Préchac (Préchac et Preyssac à Daignac), soudan de la Trau : d'où - Arnaud-Bernard II, aussi sire d'Uzeste, un ancêtre d'Isabelle de Préchac — la femme de Bertrand III de Montferrand ci-dessus — sans doute le même qu'Arnaud-Bernard de Préchac recteur de Massa Trabaria, Urbino et Città di Castello ; - Gaillard de Préchac, évêque de Toulouse en 1305 mais déchu par Jean XXII car impliqué dans le complot d'Hugues Géraud, oncle semble-t-il d'un autre Gaillard de Préchac chanoine d'Evreux, Bordeaux, Poitiers, Tours et Comminges ; - et peut-être aussi un autre Arnaud-Bernard de Préchac assimilé à Arnaud-Buard abbé de Saint-Maixent ?
- parmi ses parents plus éloignés : - Arnaud de Canteloup puis son neveu Arnaud IV de Canteloup furent archevêques de Bordeaux (respectivement en 1305 et en 1306-1332 ; Arnaud III étant aussi cardinal en 1305) ; - Arnaud de Pellegrue, légat en Italie en 1307, cardinal en 1305 ; et liés aux de Farg(u)es/de Fargis : - Guillaume Ruffat, cardinal en 1305, doyen de Salisbury, † 1311, et son neveu Robert de Mauvoisin/Malvoisin évêque de Salerne en 1310-1313 puis d'Aix-en-Provence en 1313-1318.

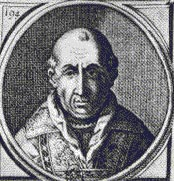
Gravure de Clément V, XIXe siècle.
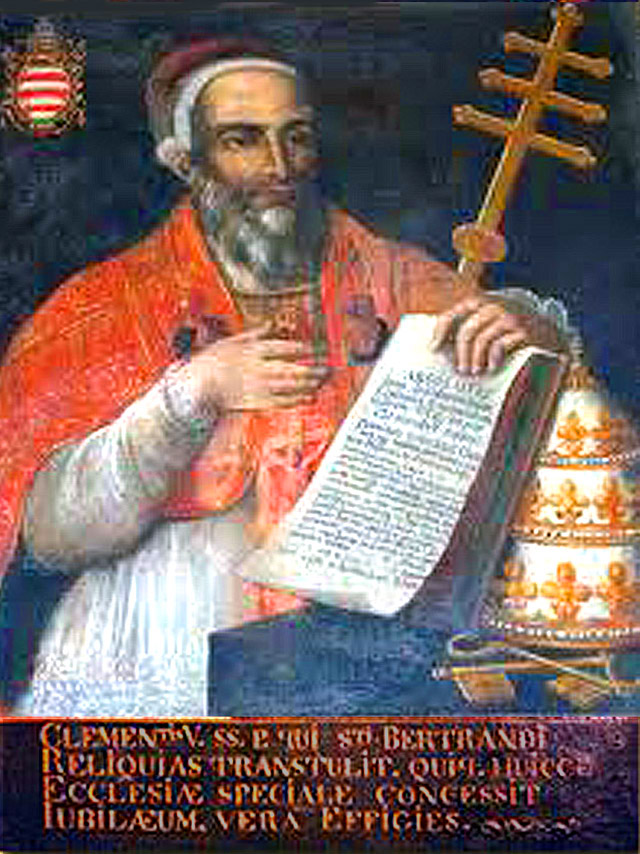
Portrait de Clément V dans la cathédrale de saint-Bertrand-de-Comminges.
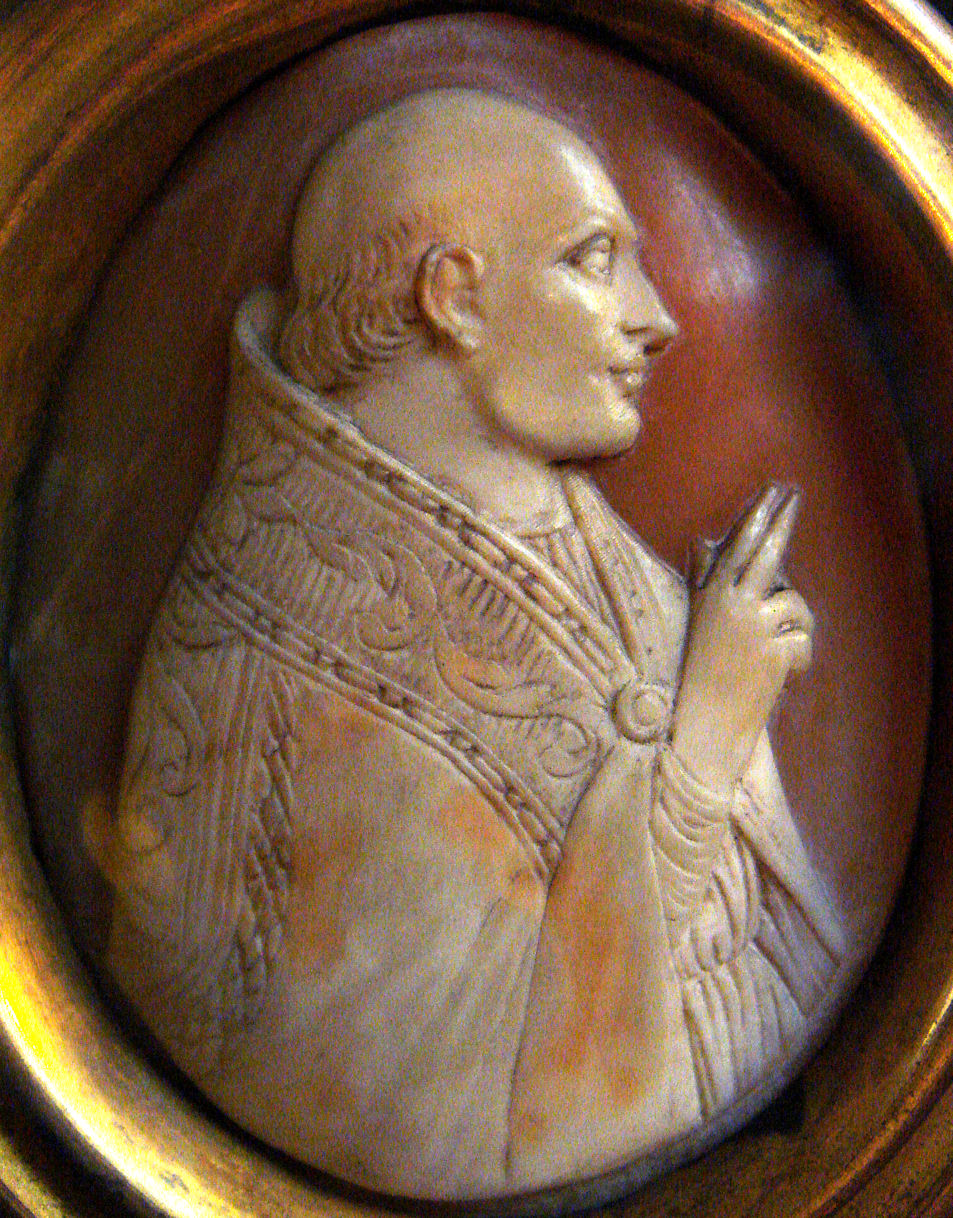
Camée à l'effigie de Clément V.
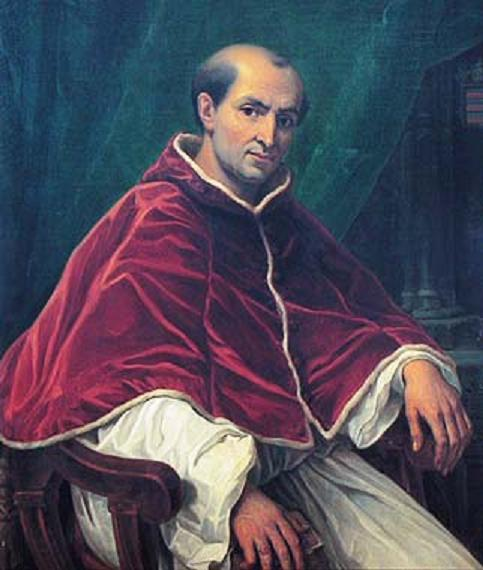
Portrait de Clément V, XIXe siècle.
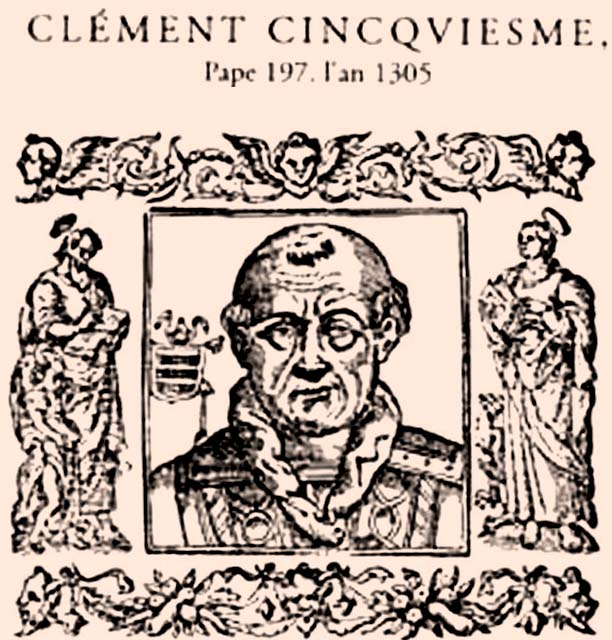
Gravure de Clément V, XVIe siècle.

## Représentation deClémentV

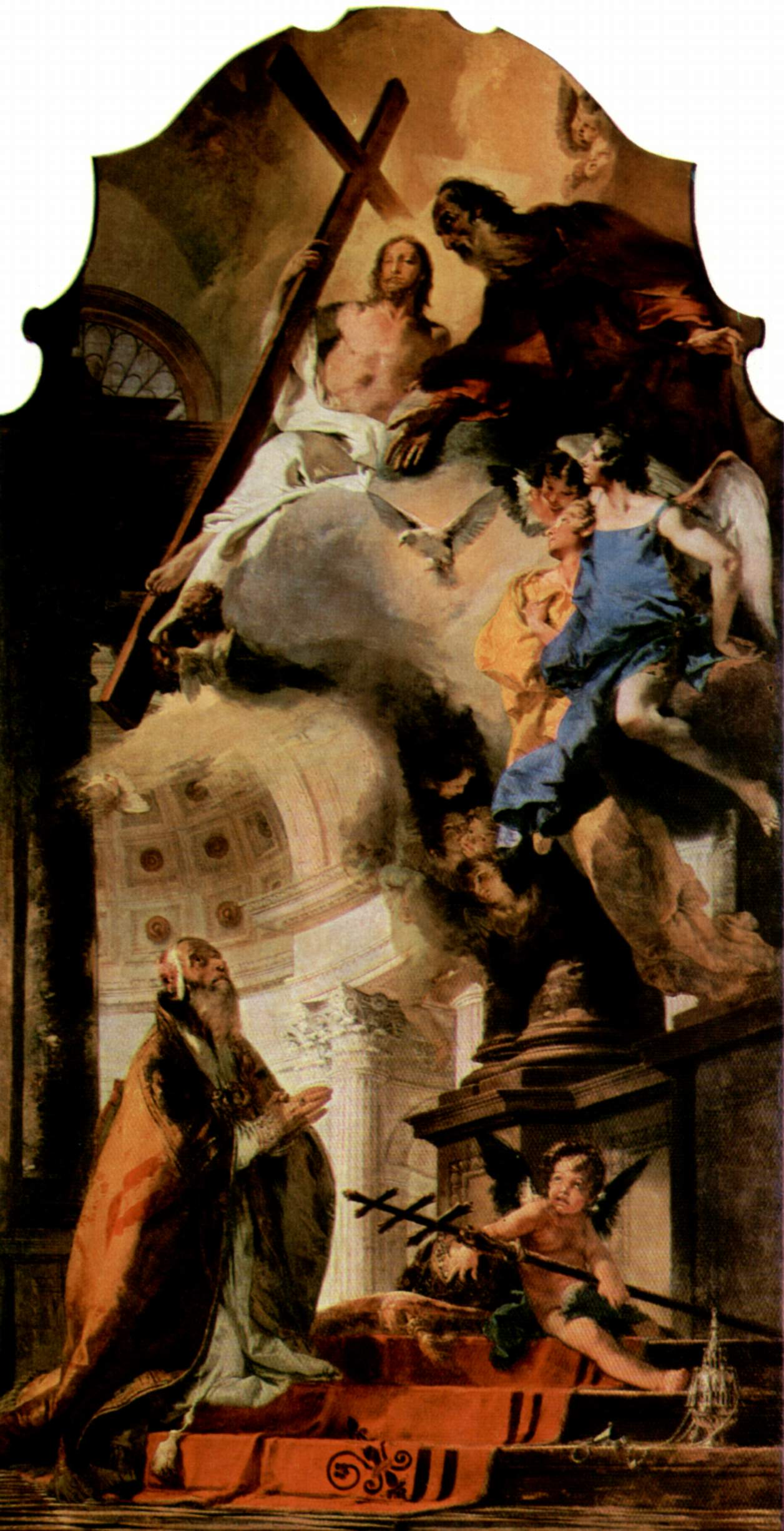
Le pape Clément adorant la Trinité
Giambattista Tiepolo, 1739
Alte Pinakothek, Munich

Il ne reste que deux statues le représentant : l'une a la tête mutilée et est située sur son tombeau à Uzeste, et l'autre à Bordeaux.
Giambattista Tiepolo a peint vers 1735, un retable pour la chapelle du palais de Nymphenburg, à l'extérieur de Munich. Il est aujourd'hui conservé à l'Alte Pinakothek. Une esquisse se trouve à National Gallery de Londres. Clément s'agenouille au premier plan, une vision de la Trinité au-dessus de lui. Dieu le Père et le Christ, qui porte un linceul et tient la croix, sont assis sur un nuage ; la colombe du Saint-Esprit plane en dessous.